# Ácido glutâmico
O ácido glutâmico é um aminoácido não essencial, um dos 20-22 aminoácidos proteinogênicos. Seus códons são GAA e GAG.
O  ânion carboxilato  e os sais do ácido glutâmico são conhecidos como glutamatos. O glutamato é um importante neurotransmissor, que desempenha um papel chave na  potenciação de longa duração e é importante para o aprendizado e a memória.
| Nomenclatura             | Ácido glutâmico ou glutamato |
| Símbolo                  | Glu ou E                     |
| Nome químico             | Ácido 2-aminoglutárico       |
| Classificação            | Aminoácido polar ácido       |
| Estrutura Linear         |                              |
| Estrutura Tridimensional |                              |

## Estrutura
Como o seu nome indica, possui um ácido carboxílico como grupo funcional na sua cadeia lateral.C5H9NO4 é sua molécula

## Biossíntese
| Reacção                                                                 | Enzimas        |
| ----------------------------------------------------------------------- | -------------- |
| Glutamina + H2O → Glu + NH3                                             | GLS, GLS2      |
| Ácido N-acetilglutâmico + H2O → Glu + Acetato                           | (desconhecida) |
| α-cetoglutarato + NADPH + NH4+ → Glu + NADP+ + H2O                      | GLUD1, GLUD2   |
| α-cetoglutarato + α-aminoácido → Glu + α-oxoácido                       | transaminase   |
| 1-pirrolina-5-carboxilato + NAD+ + H2O → Glu + NADH                     | ALDH4A1        |
| N-formimino-L-glutamato + ácido fólico ⇌ Glu + Ácido 5-formimino-fólico | FTCD           |

## Funções

### Na dieta
O glutamato está presente em diversos alimentos. É responsável por um dos gostos básicos que constituem o paladar humano  - umami. Por esta razão, o glutamato monossódico é  usado como aditivo alimentar, para realçar o sabor de alimentos.
Cerca de 95% do glutamato ingerido é absorvido rapidamente no intestino, sendo que a metade é metabolizada em CO2. Provou-se, através de pesquisas, que o glutamato aí metabolizado  é o maior contribuinte para a produção da energia usada pelo intestino.

### No metabolismo
O glutamato é um aminoácido importante no metabolismo humano. É o produto da transaminação do α-cetoglutarato, participando então na produção de metabolitos como o piruvato ou o oxaloacetato, que participam em vias metabólicas como a gliconeogénese, a glicólise ou o ciclo dos ácidos tricarboxílicos:
alanina + α-cetoglutarato ⇌ piruvato + glutamato
aspartato + α-cetoglutarato ⇌ oxaloacetato + glutamato
O glutamato sofre desaminação a α-cetoglutarato e amónia através da seguinte reacção, catalisada pela glutamato desidrogenase:
glutamato + água + NAD+ → α-cetoglutarato + NADH + amónia + H+
A amónia é excretada sob a forma de ureia (em humanos), que é sintetizada no fígado. O excesso de azoto no organismo pode ser então excretado através da ligação entre reações de transaminação e desaminação: aminoácidos são transformados em α-cetoácidos enquanto o grupo amina é transferido para o α-cetoglutarato, formando glutamato; este sofre então a desaminação que origina a amónia e depois a ureia.

### Como neurotransmissor
O glutamato é um neurotransmissor excitatório do sistema nervoso, o mais comum em mamíferos. É armazenado em vesículas nas sinapses. O impulso nervoso causa a libertação de glutamato no neurónio pré-sináptico; na célula pós-sináptica, existem receptores (como os receptores NMDA) que ligam o glutamato e se activam. Pensa-se que o glutamato esteja envolvido em funções cognitivas no cérebro, como a aprendizagem e a memória. As membranas de neurónios e da glia possuem transportadores de glutamato que retiram rapidamente este aminoácido do espaço extracelular.
O glutamato é precursor na síntese de GABA em neurónios produtores de GABA.

### Neurotoxicidade
Em situações de patologia cerebral (danos ou doenças), os transportadores podem funcionar de forma reversa e causar a acumulação e concentrações excessivas de glutamato no espaço extracelular. Esta reversão provoca a entrada de iões cálcio (Ca2+) nas células, através de receptores NMDA, levando a danos neuronais e eventualmente morte celular (apoptose). Este processo é conhecido como excitotoxicidade e pode ser letal para os neurônios, particularmente no caso de ativação dos  receptores NMDA. Assim a toxicidade, pode ser causada por:
- alterações mitocondriais decorrentes de um influxo excessivo e descontrolado de Ca2+ na célula, ultrapassando a sua capacidade de estocagem e levando a uma liberação de citocromo p450, com a subsequente apoptose.[3]

- amplificação ou superexpressão de factores de transcrição de genes pró-apoptóticos ou repressão de factores de transcrição de genes antiapoptóticos mediada pelo glutamato e pelo Ca2+.

A excitotoxicidade devida à acumulação de glutamato ocorre em episódios de isquémia cerebral e apoplexia e está associada a doenças como esclerose lateral amiotrófica, latirismo e doença de Alzheimer.